# Байтеряково
Байтеря́ково (рос. Байтеряково) — присілок у складі Алнаського району Удмуртії, Росія.

## Населення
Населення — 304 особи (2010; 365 в 2002).
Національний склад станом на 2002 рік:
- удмурти — 84 %

## Господарство
В присілку діють середня школа та дитячий садочок.

## Історія
За даними 10-ї ревізії 1859 року в починку Токарев було 31 двір та проживало 176 осіб. Тоді тут працював млин. В 1877 році відкритий прихід Христоріздвяної церкви присілка Асаново, у складі нового приходу було присілок Байтеряково. В 1921 році присілок відійшло з Єлабузького повіту до складу Можгинського повіту. В 1924 році увійшло до складу Асановської сільської ради Алнаської волості, а 1925 року була утворена окрема Байтеряковська сільська рада (складалась із 4 сіл). 1929 року присілок перейшов до складу Алнаського району. Того ж року в селі був сформований колгосп ім. Дзержинського, але був ліквідований 1950 року, а сусідні об'єднані в колгосп ім. Калініна. В 1963 році Байтеряковська сільрада ліквідована і присілок увійшло до складу Кучеряновської сільської ради. 1964 року вона була ліквідована і знову утворена Байтеряковська сільська рада.

## Урбаноніми
- вулиці — Джерельна, Зарічна, Молодіжна, Поперечна, Стара, Центральна, Шкільна, Ятцазька[3].

## Відомі люди
- Токарєв Василь Максимович — капітан, призваний Бондюжським РВК в жовтні 1939 року, на фронті з липня 1942 року. Воював на Західному та 2-ому Білоруському фронті, мав поранення, у тому числі і тяжкі. Бойові нагороди — орден Вітчизняної війни I ступеня, орден Червона Зірка, медаль «За відвагу», фронтові медалі;
- Токарєв Олександр Данилович — молодший лейтенант, призваний Алнаським РВК в червні 1941 року, на фронті з липня 1941 року. Був командиром стрілецької роти, у бою 27 вересня 1941 року, при наступі, першим кинувся форсувати річку, закликаючи за собою всю роту, був тяжко поранений;
- Токарєв Яків Павлович — рядовий, призваний Алнаським РВК в червні 1943 року, на фронті з вересня 1943 року. В групі саперів під артилерійським та кулеметним вогнем забезпечив переправу військ та евакуацію поранених через річку Шпрее, був поранений в бою.